# 윌리엄 루앤
윌리엄 루앤(William Ruane, 1985년 7월 7일 ~ )은 영국의 배우, 텔레비전 배우이다.
글래스고에서 태어났다.

## 영화
- 아너 (2014년)
- 켈리와 빅터 (2012년) - 크레이그 역
- 앤젤스 셰어:천사를 위한 위스키 (2012년) - 라이노 역
- 패스트 로맨스 (2011년)
- 보리밭을 흔드는 바람 (2006년) - 고갠 역
- 티켓 (2005년)
- 달콤한 열여섯 (2002년)